# Cuphea chiribiquetea
Cuphea chiribiquetea är en fackelblomsväxtart som beskrevs av A. Lourteig. Cuphea chiribiquetea ingår i släktet blossblommor, och familjen fackelblomsväxter. Inga underarter finns listade i Catalogue of Life.